# Treglava
Treglava (česky Tréglava) je sídlo, část opčiny Grubišno Polje, jež se nachází v Bjelovarsko-bilogorské župě ve východní části Chorvatska, v níž tvoří historicky etnickou většinu příchozí Češi (dle údajů ze sčítání z roku 1991). Ves leží severně od Ivanova Sela.

## Název
Sídlo se dříve jmenovalo Trojeglava (česky pak Trojehlava), od roku 1980 se ves jmenuje Treglava; jako Trojeglavu/Trojehlavu ji uvádí ještě Josef Matušek v publikaci Češi v Chorvatsku, jejíž první vydání vyšlo v roce 1994.

## Česká beseda
Česká beseda (jak se nazývají spolky Čechů v Chorvatsku, v Srbsku a v Bosně a Hercegovině) vznikla v Treglavě poprvé v roce 1926. Obnovena byla v roce 2002, v současné době (2009) má 70 členů, působí při ní taneční soubor Hvězdičky, divadelní skupiny a pěvecký sbor Šumaři.